# Poix-de-Picardie
Poix-de-Picardie je francouzská obec v departementu Somme v regionu Hauts-de-France. V roce 2010 zde žilo 1 752 obyvatel. Je centrem kantonu Poix-de-Picardie.